# Siv-Inger Svensson
Siv-Inger Svensson, född 7 mars 1953 i Årnaberga, Laholm, är en svensk schlagersångerska. Hon slog igenom 1971 med sången "Någon att älska" och hade sedan några mindre hitlåtar under artistnamnet Siv-Inger. Därefter flyttade hon till Hamburg för en fortsatt karriär i Västtyskland, där hon under namnet Siw Inger hade stor framgång som sångerska. Hon är numera bosatt i Mellbystrand. 
Hon medverkade 1972 i filmen Strandhugg i somras, där hon spelade mot bland andra Stellan Skarsgård och Monica Ekman.
Hon är sångrösten som framför signaturmelodin (Titta, kom och titta, kompositör Wolfgang Richter, svensk text Sten Carlberg) till den svenska översättningen av östtyska John Blund.

## Singlar (i urval)
- Någon att älska (Someone to Love Me) - 1971
- Nån'ting händer (Something Tells Me) - 1972
- Es tut gut - 1972
- Mittsommernacht - 1973
- Ich hab es gern (Top of the World) - 1973
- Er war wie du - 1975
- Seit Sonntag - 1976
- San Diego Train - 1977
- Warum kann ich nicht die andere sein - 1977
- Du haust ganz schön auf die Pauke - 1977
- Komm und spiel mit mir (Trojan Horse) - 1978
- Hey, nur nicht drängeln junger Mann - 1978
- Und ich tanz allein in den Morgen - 1979
- Farben (Maybe) - 1980
- Sexy Eyes - 1980
- Die Zeit ist reif (The Tide is High) - 1980
- Keine Angst, das kann man lernen - 1981
- Geh mit mir durch die Nacht - 1983
- Leben, lieben, lachen  - 1984
- Liebe ist (Perhaps Love) med Tony Holiday - 1985
- Mitten im Strom - 1986

## Filmografi
- 1972 – Strandhugg i somras

## Melodier på Svensktoppen
- Kan ingen tala om för mig när tåget går? - 1974[3]
- Den ensamme herden - 1979[4]
- Varför? (Bright Eyes) - 1980[5]